# 3 Żelazna Dywizja Strzelców

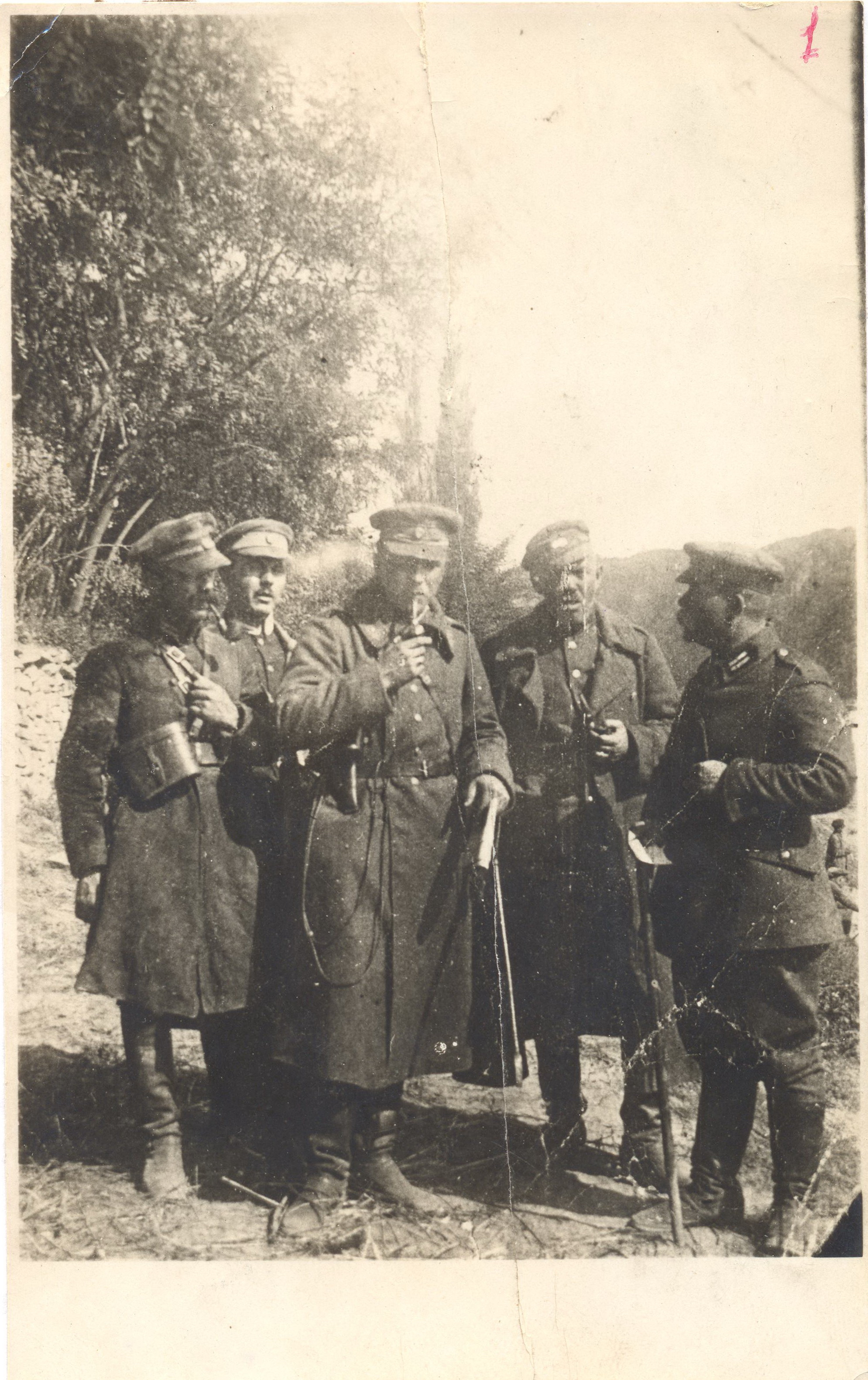
Sztab 3 Żelaznej Dywizji w pobliżu Dniestru (1920).

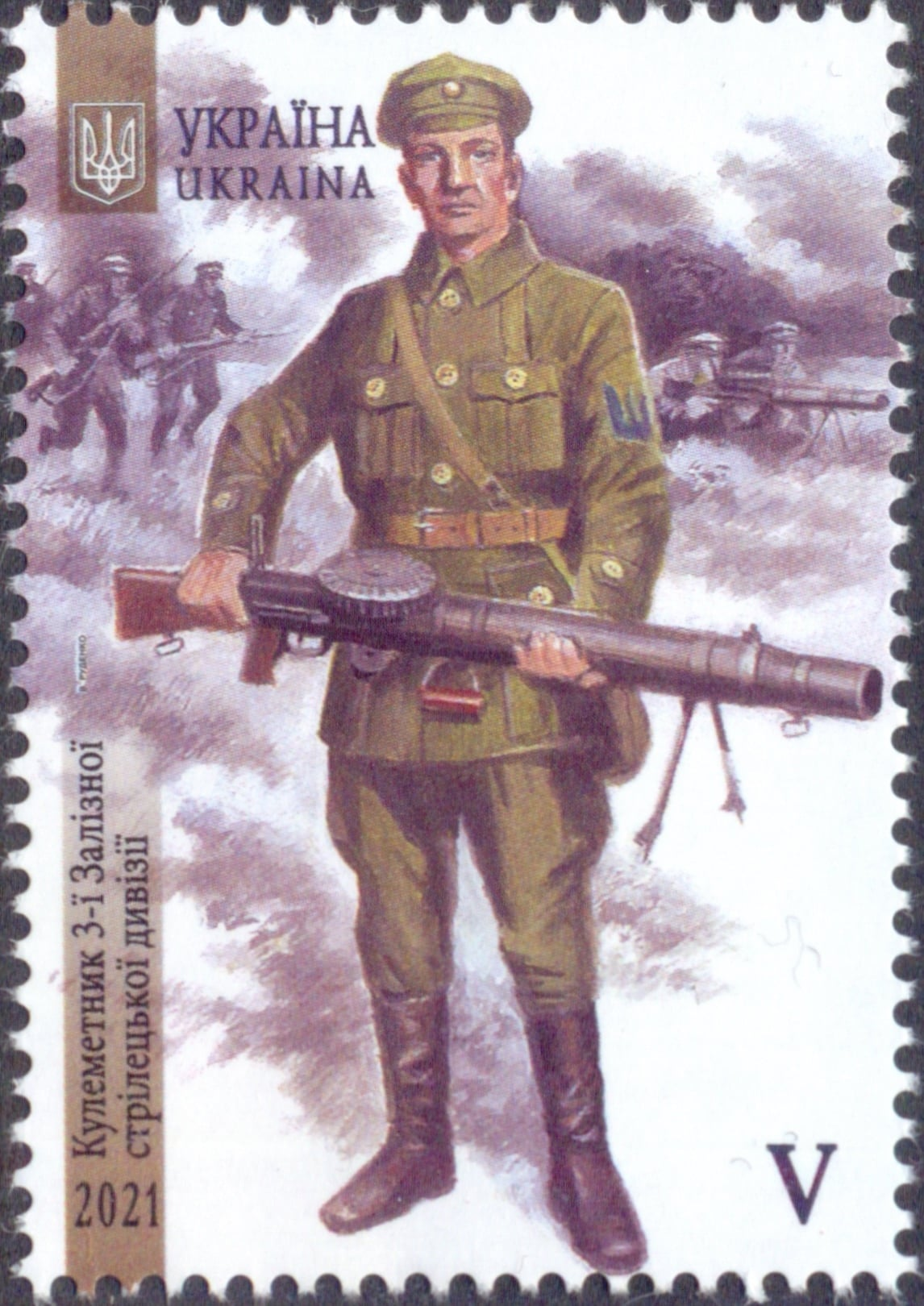
Strzelec z 3 Dywizji Strzelców uzbrojony w karabin maszynowy Lewis

3 Żelazna Dywizja Strzelców (ukr. 3 Залізна Стрілецька дивізія) – jednostka wojskowa Armii Czynnej Ukraińskiej Republiki Ludowej.

## Historia
Dywizja została sformowana wiosną 1919 r. na zachodnim brzegu rzeki Zbrucz jako 2 Dywizja Strzelecka. W jej skład weszła grupa wojskowa płk. Mykoły Szapowała i płk. Wołodymyra Olszewskiego. Dywizja składała się ostatecznie z trzech pułków pieszych, pułku konnego, lekkiego pułku artylerii strzelców siczowych oraz pododdziałów technicznych i tyłowych. Na jej czele stanął płk Ołeksandr Udowyczenko, zaś funkcję zastępcy pełnił płk W. Olszewski. Szefem sztabu był sotnik Tatarincew, a następnie sotnik Załozny. W poł. sierpnia 1919 r. dywizja liczyła 2,2 tys. piechoty i 150 konnych wyposażonych w 16 dział i 88 karabinów maszynowych.
1 czerwca rozpoczęła się ofensywa wojsk ukraińskich przeciwko Armii Czerwonej. Dywizja otrzymała zadanie zajęcia Kamieńca Podolskiego. 3 czerwca został przerwany front bolszewicki. Do 16 czerwca Ukraińcy osiągnęli linię Szepietówka-Starokonstantynów-Płoskirów-Czarny Ostrów, a następnie zdobyli Kamieniec Podolski. W Dunajowcach w skład dywizji wszedł mieszany oddział zaporoski płk. Pawło Szandruka. Wkrótce do jednostki dołączyła bateria haubic, a także żołnierze rozformowanego Kurenia Bukowińskiego sotnika Omeliana Kantymira. W składzie dywizji została sformowana sotnia konna. Ukraińcy prowadzili dalsze natarcie w kierunku na wieś Mińkowce-Nową Uszycę. Dywizję przemianowano wówczas na 3 Dywizję Strzelecką. Tymczasowo podporządkowano jej Łubieński Pułk Konny sotnika Popławskiego. Jego siłami wraz z 9 Błękitnym Pułkiem została zajęta Nowa Uszyca. Rozkazem sztabu generalnego ofensywa miała osiągnąć linię Mohylów Podolski-Wapniarka, przerywając bolszewickie linie komunikacyjne z Odessą. Przeciwko 3 DS. bolszewicy skierowali Brygadę Kawalerii Grigorija Kotowskiego i 45 Dywizję Strzelecką wsparte 5 pociągami pancernymi. Z Odessy przybyły oddział szturmowym marynarzy, 2-tysięczny morski komunistyczny pułk uderzeniowy i 1,5-tysięczny pułk Miszki Japończyka. Ciężkie walki o  ważny węzeł kolejowy Wapniarkę trwały 26-27 lipca i zakończyły się zdobyciem miasta przez Ukraińców. 3 Dywizja za swoje zasługi bojowe otrzymała oficjalny przydomek „Żelazna”. Po wyczerpujących walkach dywizja potrzebowała odpoczynku i uzupełnień, ale rozwój sytuacji na froncie uniemożliwił to. Rozpoczęły się zacięte walki w rejonie Wapniarki, ale wszystkie ataki wojsk bolszewickich zostały odparte. W tym czasie najwyższe dowództwo Armii Czynnej URL postanowiło podjąć ofensywę w 2 kierunkach: większymi siłami na Kijów, mniejszymi na Odessę. 3 DStrz. znalazła się w grupie armijnej płk. Jurko Tiutiunnyka. Natarcie rozpoczęło się 12 sierpnia. 18 sierpnia w walkach o stację kolejową Rudnica został śmiertelnie ranny dowódca 8 Czarnomorskiego Pułku płk E. Carenko. Zastąpił go sotnik Liubimiec. Z kolei z dowództwa 9 Pułku Strzeleckiego odszedł płk P. Szandruk. Jego miejsce zajął płk J. Macak, a następnie płk B. Czmil.
Tymczasem natarcie na Kijów rozpoczęły wojska białych w postaci grupy wojskowej gen. Nikołaja Bredowa z armii gen. Antona Denikina. Rozbiła ona oddziały Armii Czerwonej, zajmując Odessę. Na przełomie sierpnia/września oddziały bolszewickie wycofały się one na linię Birzuła-Ołwiopol-Bałta-Kamianka-Wiłszanka-stacja kolejowa Rybnica. Doprowadziło to do drugiego etapu walk o Wapniarkę. 2 września 3 DStrz. otrzymała uzupełnienia. Nowym dowódcą 8 Czarnomorskiego Pułku został płk Mychajło Krat. 3 sierpnia doszło do silnego ataku na pozycje obronne 3 DStrz., ale wytrzymała ona napór wojsk bolszewickich. Po skierowaniu się nieprzyjaciela w innym kierunku dywizja przeszła w rejon Hajsyn-Humań. Pod koniec września doszło tam do walk z wojskami Białych. 12 października dywizja rozbiła 50 Białostocki Pułk Piechoty. Pomimo tego została zmuszona do odwrotu w okolice Tulczyna. Podczas wycofywania się kawaleria bolszewicka 14 października nagłym atakiem zadała bardzo ciężkie straty 9 Pułkowi Strzeleckiemu. Liczebność dywizji spadła do ok. 40% stanu początkowego. Przed Mohylowem Podolskim przeszła ona reorganizację. Z powodu natarcia wojsk Białych wzdłuż linii kolejowej Żmerynka-Płoskirów Ukraińcy 19 listopada zostali skierowani w rejon Lubara. Jednakże 26 listopada miasto zajęli Biali.
Armia Czynna URL znalazła się w tzw. „trójkącie śmierci”: od północy atakowały oddziały bolszewickie, od południa Białych, zaś od zachodu podeszły wojska polskie. Doszło wówczas do I pochodu zimowego w celu wyrwania się z okrążenia. Uczestniczyła w nim 3 DStrz., ale bez dowódcy płk. O. Udowyczenki, który zachorował na tyfus. Zastąpił go płk W. Olszewskij, a następnie płk Wałentyn Trutenko. Liczebność dywizji wynosiła zaledwie ok. 500 pieszych i ok. 110 konnych wyposażonych w 16 karabinów maszynowych i 5 dział. 18 grudnia Ukraińcy zajęli wsie Staryj i Nowyj Żywotiw, wyrzucając z nich tyłowe oddziały białych. Wobec zbliżania się dużych sił wojsk Białych dywizja 25 grudnia zaczęła wycofywać się ze swoich pozycji, ale po silnym ataku została rozbita. Uratowały się jedynie konna sotnia 9 Pułku Strzeleckiego i konna sotnia 8 Czarnomorskiego Pułku, a także częściowo sztab dywizji. Resztki jednostki utworzyły 3 Mieszany Pułk Konny pod dowództwem płk. Hnata Stefaniwa. Jego zastępcami byli płk. O. Wiszniewskij i płk G. Cziżewskij. Chory płk O. Udowyczenko został przewieziony przez białych do Odessy, gdzie przebywał do pocz. lutego 1920 r. Kiedy pod miasto podeszły wojska bolszewickie, płk O. Udowyczenko wraz z jeńcami ukraińskimi przedostał się do Mohylowa, gdzie nawiązał kontakt z komendantem miasta sotnikiem Jaroszczukiem. 18 lutego otrzymał od dowództwa Armii Czynnej URL sformowania na obszarze powiatów mohylowskiego i jampolskiego mieszanej brygady piechoty. Jej liczebność osiągnęła blisko 400 pieszych i ok. 200 konnych z 1 działem. Wkrótce dołączył do niej 42 Doński Pułk Konny sotnika Michaiła Frołowa i Kubańska Sotnia Konna sotnika Juszkiewicza, które przeszły z wojsk białych.

### W składzie wojsk polskich
7 marca grupa płk. O. Udowyczenki przekroczyła w rejonie Nowej Uszycy linię frontu, przechodząc na pozycje wojsk polskich. Po podpisaniu sojuszu polsko-ukraińskiego 
Z rozkazu GUW nr 119 z 20 marca 1920 4 Brygada Strzelców płk. Ołeksandra Szapowała i Samodzielna Brygada Strzelców płk. Ołeksandra Udowyczenki zostały połączone w 2 Dywizję Strzelców. Pod koniec marca podporządkowana została operacyjnie 18 Dywizji Piechoty gen. Franciszka Krajowskiego.
Do grupy dołączyły Kureń „Wolna Ukraina”, 1 Mohylewski Pułk Pieszy, Mieszany Kureń Galicyjski, 4 Brygada Strzelecka, 1 Rekrucki Pułk Pieszy, Oddział Konny im. Iwana Sirko, oddział artylerii i sotnia inżynieryjna. Pod koniec kwietnia 3 DStrz. została odtworzona. Ponownie na jej czele stanął płk O. Udowyczenko. Liczyła ponad 2 tys. piechoty i ok. 300 konnych z 80 karabinami maszynowymi i 9 działami. Składała się z trzech brygad piechoty.
Dywizja wzięła udział w polsko-ukraińskiej ofensywie na Kijów, działając na prawej flance. Walczyła w składzie polskiej 6 Armii. Operacyjnie była przyporządkowana 18 DP. Po przerwaniu frontu na pocz. czerwca przez 1 Armię Konną Siemiona M. Budionnego, wycofała się w rejon Buczacza, gdzie prowadziła kilkunastodniowe ciężkie walki. Następnie znowu przeprowadziła odwrót w kierunku zachodnim. 21 sierpnia przekroczyła Dniestr, dochodząc w rejon Niżniowa. Później przeszła w okolice Horodenki i do linii rzeki Zbrucz. Polacy stanęli na linii rzeki, ale Ukraińcy ruszyli w głąb obszarów ukraińskich. Tam przeprowadzono mobilizację, dzięki czemu liczebność dywizji wzrosła do ok. 5 tys. żołnierzy. Broni starczyło jednak dla ponad 2 tys. ludzi. 3 DStrz. prowadziła ciężkie walki pod Lanckoroniem, rozbijając do 23 września wojska bolszewickie. Na pocz. października wyszła na linię rzeczki Kalus (lewy dopływ Dniestru). Po podciągnięciu rezerw oddziały bolszewickie uderzyły w kierunku na Nową Uszycę, ale zostały powstrzymane.
Po zawieszeniu broni w wojnie polsko-bolszewickiej, podczas trwania negocjacji pokojowych pomiędzy Polską i Rosją Sowiecką w Rydze wojska bolszewickie 1 listopada ponownie przeszły do ofensywy przeciwko Armii URL. Tym razem wojska ukraińskie nie wytrzymały naporu nieprzyjaciela. Po ciężkich walkach część pododdziałów 3 DStrz. została zmuszona przekroczyć granicę z Rumunią. 9 Brygada Piechoty została rozbita przez bolszewicką 8 Dywizję Kawalerii. Zginęła połowa żołnierzy 7 i 8 Brygady Piechoty. Resztki dywizji 20 listopada wycofały się w rejon Wołoczysk, po czym przeszły za Zbrucz na pozycje polskich wojsk. Ukraińcy zostali internowani, przebywając w różnych obozach internowanych do 1924 r. Zimą 1921 r. ok. 35 żołnierzy 3 DStrz. wzięło udział w II pochodzie zimowym, który zakończył się jednak klęską.

## Skład organizacyjny
czerwiec 1919
- 7 Błękitny Pułk – d-ca płk Ołeksandr Wiszniewskij (600 bagnetów)
- 8 Czarnomorski Pułk – d-ca płk E. Carenko, od poł. sierpnia 1919 r. sotnik Liubimiec, a następnie płk Mychajło Krat (700 bagnetów)
- 9 Pułk Strzelecki – d-ca płk Pawło Szandruk, od poł. sierpnia 1919 r. płk J. Macak, a następnie płk B. Czmil (900 bagnetów)
- 3 Brygada Artylerii – d-ca płk G. Cziżewskij (12 dział lekkich i 4 haubice)
- Kureń Inżynieryjny – d-ca płk Charczenko
- Kureń Zapasowy – płk Hnat Stefaniw

listopad-grudzień 1919
- dowódca – krótko płk Wołodymyr Olszewskij, a następnie płk Wałentyn Trutenko
- zastępca dowódcy – płk W. Olszewskij
- szef sztabu – płk Hnat Stefaniw
- szef oddziału operacyjnego – płk Mychajło Krat
- 7 Błękitny Pułk – d-ca płk Ołeksandr Wiszniewskij
- 8 Czarnomorski Pułk – d-ca sotnik Liubimiec
- 9 Pułk Strzelecki
- 3 Brygada Artylerii – d-ca płk G. Cziżewskij
- konna kompania rozpoznawcza – W. Jarowskij
- bateria artylerii – sotnik W. Zarickij

1920
- dowódca – gen. Ołeksandr Udowyczenko
- zastępca dowódcy – płk Wołodymyr Olszewskij
- szef sztabu – płk Borys Sułkowskij
- 4 Brygada Piechoty – d-ca ppłk Pawło Szandruk
- 5 Brygada Piechoty – d-ca ppłk Roman Burkiwskij
- 2 Pułk Kawalerii – d-ca esauł Michaił F. Frołow
- 4 Pułk Artylerii – d-ca sotnik Rudanowskij
- Pułk Techniczny – d-ca ppłk Charczenko
- 2 Brygada Zapasowa – ośrodek rekrutacyjny

## Żołnierze oddziału

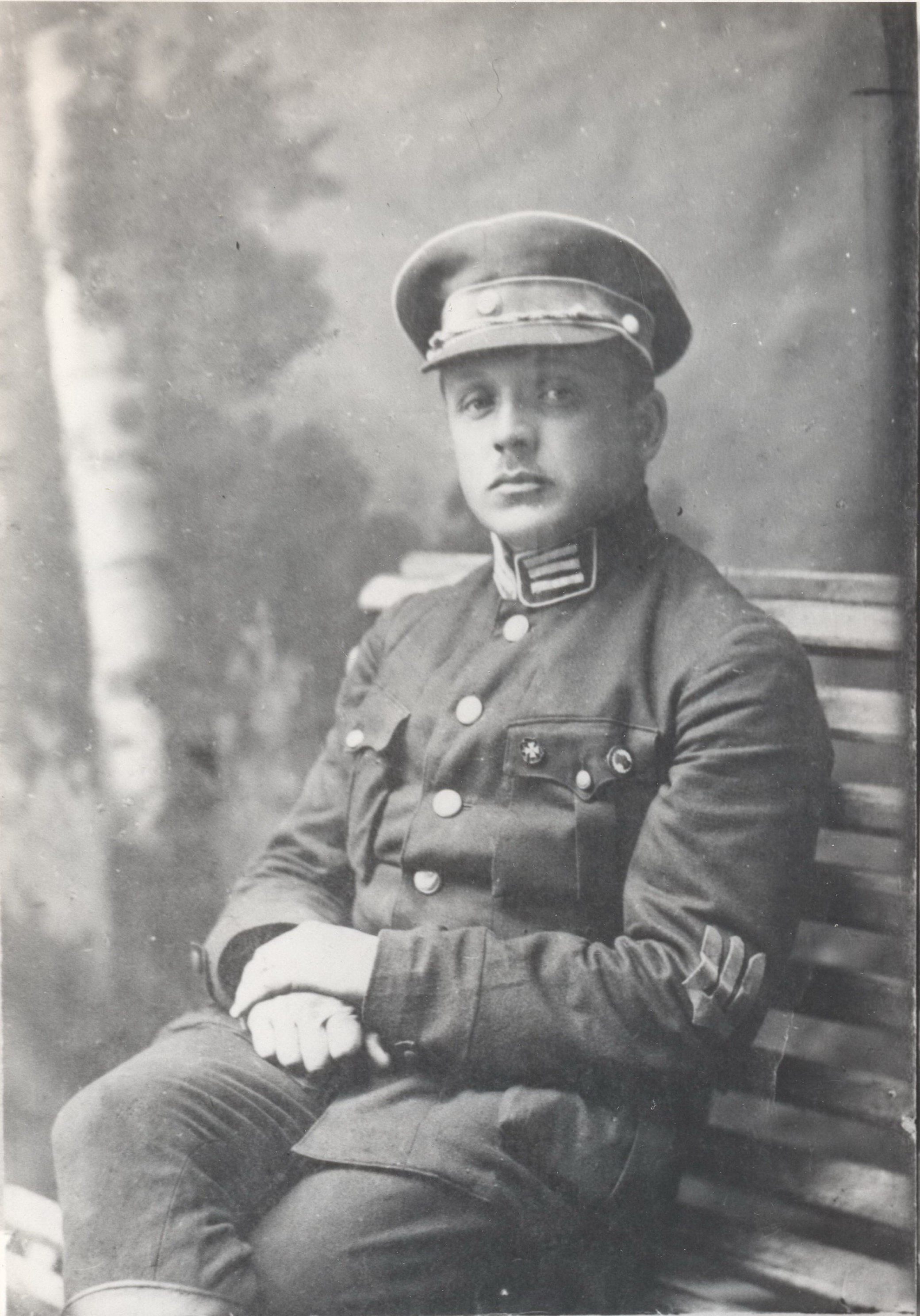
Ołeksandr Udowyczenko

| Dowództwo jednostki              |                        |       |
| Stopień, imię i nazwisko         | Okres pełnienia służby | Uwagi |
| Dowódca dywizji                  |                        |       |
| gen. chor. Ołeksandr Udowyczenko | podczas całej wojny    |       |
| Zastępcy dowódcy dywizji         |                        |       |
| płk Mykoła Wiazemciw             | 24 III – koniec wojny  |       |
| Szefowie sztabu                  |                        |       |
| ppłk Onysym Rak                  | 20- 31 III             |       |
| płk Borys Sułkowskyj             | 31 III – 7 Vlll        |       |
| płk Mychajło Peresada            | 7 VIII – koniec wojny  |       |